# Nakorotolutolu River
Nakorotolutolu River är ett vattendrag i Fiji.   Det ligger i divisionen Norra divisionen, i den nordöstra delen av landet, 180 km norr om huvudstaden Suva. Nakorotolutolu River ligger på ön Vanua Levu.